# Condado de Ormsby (Nevada)
El Condado Ormsby era un condado de Nevada entre 1861 y 1969. Contenía Carson City (Nevada), la sede del condado y la capital del estado, fundada dos años antes. Fue nombrado por el Mayor William M. Ormsby, uno de los ciudadanos originales de Carson City, que fue asesinado en el 1860.
En 1969, el condado fue disuelto y la ciudad independiente de Carson City se encargó de todos los servicios municipales. Otra capital estadounidense que no está en ningún condado es Richmond (Virginia).
- Datos: Q7103481
- Multimedia: Ormsby County, Nevada / Q7103481